# Чоровода
Чоровода (алб. Çorovodë) је град у Албанији у округу Берат.